# Sainte-Blandine (Isère)
Sainte-Blandine ist eine französische Gemeinde mit 1.020 Einwohnern (Stand: 1. Januar 2022) im Département Isère in der Region Auvergne-Rhône-Alpes. Sainte-Blandine gehört zum Arrondissement La Tour-du-Pin und zum Kanton La Tour-du-Pin. Die Einwohner werden Chapelands genannt.

## Geographie
Sainte-Blandine liegt etwa 55 Kilometer südöstlich von Lyon. Umgeben wird Sainte-Blandine von den Nachbargemeinden Saint-Jean-de-Soudain im Norden, La Tour-du-Pin im Nordosten, Saint-Didier-de-la-Tour im Osten, Montagnieu im Süden, Torchefelon im Südwesten sowie Saint-Victor-de-Cessieu im Westen. 

## Bevölkerungsentwicklung
| Jahr                       | 1962 | 1968 | 1975 | 1982 | 1990 | 1999 | 2006 | 2017 |
| -------------------------- | ---- | ---- | ---- | ---- | ---- | ---- | ---- | ---- |
| Einwohner                  | 587  | 491  | 482  | 666  | 747  | 764  | 892  | 999  |
| Quellen: Cassini und INSEE |      |      |      |      |      |      |      |      |

## Sehenswürdigkeiten
- Kirche Sainte-Blandine
- Schloss Tournin
- Schloss Marlieu, erbaut Ende des 18. Jahrhunderts

## Weblinks

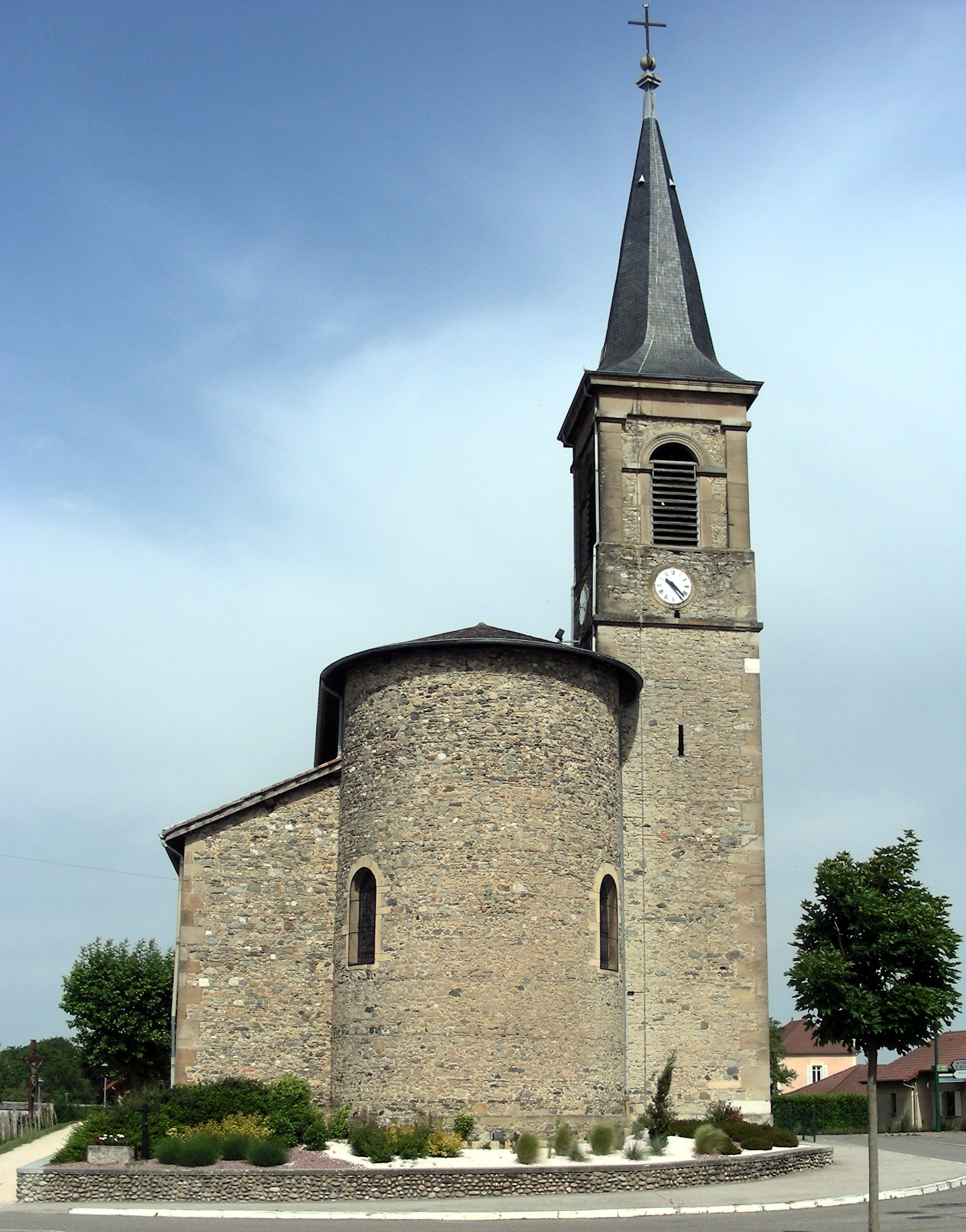
Kirche Sainte-Blandine